# Arrondissement de Neumarkt

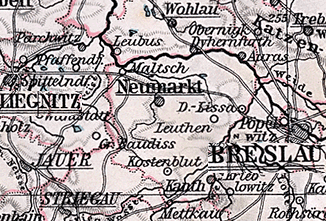
L'arrondissement de Neumarkt aux frontières de 1818 à 1932

L'arrondissement de Neumarkt est un arrondissement prussien de Silésie qui existe de 1816 à 1945. Le powiat de Środa Śląska d'aujourd'hui dans la voïvodie polonaise de Basse-Silésie correspond en grande partie dans son étendue à l'ancien territoire de l'arrondissement. L'arrondissement comprend également la commune de Leuthen, qui est le théâtre de la bataille de Leuthen le 5 décembre 1757.

## Histoire
Après la conquête de la majeure partie de la Silésie par la Prusse en 1741, les structures administratives prussiennes sont introduites en Basse-Silésie par l'ordre du cabinet royal du 25 novembre 1741. Celles-ci comprennent la création de deux chambres de guerre et de domaine (de) à Breslau et Glogau ainsi que leur division en arrondissements et la nomination d'administrateurs d'arrondissement le 1er janvier 1742
Dans la principauté de Breslau, l'une des sous-principautés silésiennes, les arrondissements prussiens de Breslau, Namslau (de) et Neumarkt-Canth sont formés à partir des anciens faubourgs silésiens de Breslau, Canth, Neumarkt et Namslau. Karl Friedrich von Poser est nommé premier administrateur de l'arrondissement de Neumarkt-Canth,. L'arrondissement de Neumarkt-Canth est initialement subordonné à la chambre de la guerre et de domaine de Breslau et est affecté au district de Breslau dans la province de Silésie au cours des réformes Stein-Hardenberg en 1815. La partie du nom "Canth" est abandonnée à la fin du XVIIIe siècle.
Avec la réforme de l'arrondissement du 1er janvier 1818 dans le district de Breslau, les reclassements suivants sont effectués :
- Les villages de Blumerode, Borne, Maltsch, Maserwitz, Raussen, Rachen et Wültschkau sont transférés de l'arrondissement de Liegnitz à l'arrondissement de Neumarkt.
- Les villages de Bockau, Ebersdorf et Pitschen sont transférés de l'arrondissement de Neumarkt à l'arrondissement de Striegau.
- Les villages de Buchwald, Diezdorf, Michelsdorf, Nieder et Ober Dambritsch, Nieder et Ober Moys et Obsendorf sont transférés de l'arrondissement de Striegau à l'arrondissement de Neumarkt[6].

La province de Silésie est dissoute le 8 novembre 1919. La nouvelle province de Basse-Silésie est formée à partir des districts de Breslau et de Liegnitz.
Le 1er avril 1928, les communes rurales de Deutsch Lissa (de) et Rathen et les districts de domaine de Deutsch Lissa (en partie) et Rathen de l'arrondissement de Neumarkt sont incorporés dans l'arrondissement urbain de Breslau. Le 30 septembre 1929, tous les districts de domaine de l'arrondissement de Neumarkt sont dissous et attribués aux communes voisines conformément à l'évolution du reste de la Prusse.
Le 1er octobre 1932, les reclassements suivants ont lieu:
- Les communes de Beckern, Bertholdsdorf, Bockau, Damsdorf, Diesdorf, Dromsdorf-Lohnig, Ebersdorf, Eisendorf, Förstchen, Gäbersdorf, Guckelhausen, Hulm, Körnitz, Kuhnern, Lederose, Lüssen, Metschkau, Neuhof, Ossig, Panzkau, Pfaffendorf, Pitschen, Pläswitz, Sasterhausen, Simsdorf, Tschinschwitz et Zuckelnick sont transférées de l'arrondissement dissous de Striegau à l'arrondissement de Neumarkt.
- La commune de Borganie est transférée de l'arrondissement de Neumarkt à l'arrondissement de Schweidnitz.
- La ville de Kanth et les communes de Beilau, Fürstenau, Jürtsch, Kammenorf b. Kanth, Koslau, Landau, Lorzendorf, Mettkau, Neudorf, Nieder Struse, Ober Struse, Ocklitz, Polsnitz, Rommenau, Sachwitz, Schimmelwitz, Stöschwitz et Zaugwitz sont transférées de l'arrondissement de Neumarkt à l'arrondissement de Breslau [7].

Le 1er avril 1938, les provinces prussiennes de Basse-Silésie et de Haute-Silésie sont réunies pour former la nouvelle province de Silésie. Le 18 janvier 1941, la province de Silésie est dissoute et la nouvelle province de Basse-Silésie est formée à partir des districts de Breslau et Liegnitz.
Au printemps 1945, l'arrondissement est occupé par l'Armée rouge. À l'été 1945, l'arrondissement est placé sous administration polonaise par les forces d'occupation soviétiques conformément à l'Accord de Potsdam (de). L'afflux de civils polonais commence dans l'arrondissement, dont certains viennent des zones à l'est de la ligne Curzon qui sont tombées aux mains de l'Union soviétique. Dans la période qui suit, la majeure partie de la population allemande est expulsée de l'arrondissement.

## Évolution de la démographie
| Année | Habitants | Source |
| ----- | --------- | ------ |
| 1795  | 30 069    | [ 8 ]  |
| 1819  | 37 806    | [ 9 ]  |
| 1846  | 52 579    | [ 10 ] |
| 1871  | 56 446    | [ 11 ] |
| 1885  | 57 678    | [ 12 ] |
| 1900  | 55 362    | [ 13 ] |
| 1910  | 57 155    | [ 13 ] |
| 1925  | 59 277    | [ 14 ] |
| 1939  | 56 542    | [ 14 ] |

## Administrateurs de l'arrondissement
- 1742–175900Karl Friedrich von Poser-Groß Naedlitz (de)[4]
- 1759–178000Hanns Rudolph von Seydlitz-Kuhna[4]
- 1780–179600Friedrich Wilhelm von Seidlitz-Kurtzbach[4]
- 1796–183800Nicolaus Otto Ferdinand von Debschütz[4]
- 1839–184800Gustav von Schaubert (de)
- 1848–185300Alwin Aschenborn (de)
- 1853–188500Magnus von Knebel-Doeberitz (de)
- 1885–191700Leopold von Tettenborn (de)
- 1917–192000Richard zu Limburg-Stirum (de)
- 19200000000August Winter
- 1921–193300Walter Hüttenhein
- 1933–193500Willy Otto
- 1935–194200Georg von Schellwitz (de)
- 1942–194300Günther Bier
- 1943–194400Karl Williger (de)
- 1944–194500Konrad Büchs (de)

## Constitution communale
Depuis le XIXe siècle, l'arrondissement de Neumarkt est divisé en villes, en communes rurales et en districts de domaine. Avec l'introduction de la loi constitutionnelle prussienne sur les communes du 15 décembre 1933 ainsi que le code communal allemand du 30 janvier 1935, le principe du leader est appliqué au niveau municipal. Une nouvelle constitution d'arrondissement n'est plus créée; Les règlements de l'arrondissement pour les provinces de Prusse-Orientale et Occidentale, de Brandebourg, de Poméranie, de Silésie et de Saxe du 19 mars 1881 restent applicables.

## Communes
L'arrondissement de Neumarkt comprend pour la dernière fois une ville et 114 communes : 
| - Baudis-Meesendorf - Beckern - Bertholdsdorf - Bischdorf - Blumerode - Bockau - Borne - Brandschütz - Breitenau - Bruch - Buchwald - Dambritsch - Damsdorf - Diesdorf - Dietzdorf - Dromsdorf-Lohnig - Ebersdorf - Eisendorf - Falkenhain - Förstchen - Frankenthal - Frobelwitz - Gäbersdorf - Gloschkau - Gniefgau - Gossendorf - Gräbendorf - Groß Bresa - Groß Gohlau | - Groß Heidau - Groß Peterwitz - Guckelhausen - Hausdorf - Hirschwerder - Hulm - Jakobsdorf - Jenkwitz - Jerschendorf - Kadlau - Kammendorf - Kamöse - Kertschütz - Keulendorf - Klein Bresa - Kniegnitz - Kobelnick - Körnitz - Kostenblut - Krampitz - Krintsch - Kuhnern - Lampersdorf - Lederose - Leonhardwitz - Leuthen - Lobetinz - Lüssen - Maltsch | - Marschwitz - Maserwitz - Metschkau - Michelsdorf - Muckerau - Neuhof - Neumarkt, ville - Nieder Mois - Nimkau - Nippern - Ober Mois - Obsendorf - Ossig - Panzkau - Peicherwitz - Peiskerwitz - Pfaffendorf - Pirschen - Pitschen - Pläswitz - Pohlsdorf - Polkendorf - Puschwitz - Rachen - Rackschütz - Radaxdorf - Ramfeld - Rauße - Regnitz | - Saara - Sagschütz - Sasterhausen - Schadewinkel - Schlaupe - Schmellwitz - Schöbekirch - Schönau - Schönbach - Schöneiche - Schreibersdorf - Schriegwitz - Schweinitz b. Kanth - Seedorf - Simsdorf - Spillendorf - Stephansdorf - Tschammendorf - Tschirnau - Viehau - Weicherau - Weißenfeld (Schles.) - Wilkau-Zopkendorf - Wilxen - Wolfsdorf - Wültschkau - Zieserwitz - Zuckelnick |

Incorporations jusqu'en 1938
| - Baudis, le 17 octobre 1928 à Baudis-Meesendorf - Deutsch Lissa, le 1er avril 1928 à Breslau - Ellguth, le 1er avril 1938 à Buchwald - Erlenhain, le 1er avril 1938 à Buchwald - Flämischdorf, le 25 juin 1922 à Neumarkt - Illish, le 30 septembre 1928 à Illnisch-Romolkwitz - Meesendorf, le 17 octobre 1928 à Baudis-Meesendorf - Bas Stephansdorf, le 30 septembre 1928 à Stephansdorf - Ober Stephansdorf, le 30 septembre 1928 à Stephansdorf - Onerkwitz, le 1er avril 1938 à Schmellwitz | - Pfaffendorf, le 15 août 1924 à Neumarkt - Probstei, le 25 juin 1922 à Neumarkt - Rathen, le 1er avril 1928 à Breslau - Romolkwitz, le 30 septembre 1928 à Illnisch-Romolkwitz - Sarawenze, le 1er avril 1937 à Krampitz - Stuse, le 17 octobre 1928 à Pirschen-Stusa - Tschinschwitz, le 1er avril 1935 à Damsdorf - Wilkau, le 30 septembre 1928 à Wilkau-Zopkendorf - Wohnwitz, le 1er avril 1939 à Nippern - Zopkendorf, le 30 septembre 1928 à Wilkau-Zopkendorf |

## Changements de noms de lieux
Dans l'entre-deux-guerres, plusieurs communes sont renommées :
- Belkau → Weißenfeld (1937)
- Groß Saabor → Hirschwerder (1936)
- Illnisch-Romolkwitz → Ramfeld (1936)
- Pirschen-Stusa → Pirschen (1936)
- Polnisch Baudis → Baudis (1926)
- Polnisch Schweinitz → Schweinitz b. Canth (1924)
- Sablath → Gräbendorf (1936)
- Tschechen → Erlenhain (1936)